# Swadhisthana

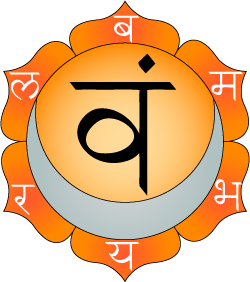
Het Tweede Chakra voorgesteld met zes bloembladen met de letters uit het Sanskriet ba, bha, ma, ya, ra en la. De zaadlettergreep in het midden is vam. De tattva (heilige waarheid) van het element water is gesymboliseerd met een zilverkleurige halve maan.

Swadhisthana (स्वाधिष्ठान) is Sanskriet voor zoetheid, liefelijkheid en bekoorlijkheid en is het tweede chakra volgens de tradities binnen het hindoeïsme en yoga, waarbinnen chakra's lichamelijke, emotionele en spirituele componenten bevatten.
Swadhisthana bevindt zich op het het staartbeen, twee vingers boven de Muladhara (Eerste Chakra).

## Spirituele betekenis

### Lichamelijke betekenis
Dit chakra wordt verbonden met de geslachtsklier, geslachtsorganen, heiligbeen, bekkengebied, baarmoeder, nieren, blaas, bloedsomloop en waterhuishouding.

### Emotionele betekenis
Een stabiel chakra wordt geassocieerd met een gezonde omgang met seksualiteit, waarbij hartstocht en emoties niet worden onderdrukt, maar geuit. Wanneer de levensenergie evenwichtig door het tweede chakra stroomt, dan zou het creatieve potentieel volledig tot uitdrukking worden gebracht en zou er sprake zijn van zelfverzekerdheid, vitaliteit, levenslust en aantrekkingskracht op andere mensen.

### Symbolische betekenis
Swadhisthana wordt geassocieerd met de volgende symbolen:
- Goden: Varuna, Vishnoe, Rakini
- Element: water
- Dier: krokodil
- Lichaamsdelen: geslachtsorganen, tong
- Planeet: Venus

## Alternatieve namen
- Tantra's: Adhishthana, Bhima, Shatpatra, Skaddala Padma, Swadhishthana, Wari Chakra
- Veda's (latere Upanishads): Medhra, Swadhishthana
- Purana's: Swadhishthana